# Magnesia Litera 2014
Magnesia Litera 2014 je 13. ročník cen Magnesia Litera. Vyhlášení proběhlo 8. dubna 2014.

## Ceny a nominace

### Kniha roku
- Jiří Padevět: Průvodce protektorátní Prahou

### Litera za prózu
- Emil Hakl: Skutečná událost
- Ivan Binar: Jen šmouha po nebi
- Jan Němec: Dějiny světla
- Ludvík Němec: Láska na cizím hrobě
- Jaroslav Rudiš: Národní třída
- Anna Zonová: Lorenz, zrady

### Litera za poezii
- Kateřina Rudčenková: Chůze po dunách
- Adam Borzič: Počasí v Evropě
- Daniel Hradecký: 64

### Litera za knihu pro děti a mládež
- Ondřej Buddeus, David Böhm: Hlava v hlavě
- Eva Papoušková: Kosprd a Telecí
- Eva Prchalová: Cesta svatým Vít-ahem

### Litera za literaturu faktu
- Jiří Padevět: Průvodce protektorátní Prahou
- Milena Lenderová: Dcera národa?
- Ivan Mrázek: Drahé kameny starověkých civilizací

### Litera za nakladatelský čin
- Velké dějiny zemí Koruny české (Paseka)
- Edice Fototorst, Torst
- Martina Overstreet, Michal Nanoru: Prkýnka na maso jsme uřízli (Yinachi)

### Litera za překladovou knihu
- Péter Esterházy: Harmonia caelestis (z maďarštiny přeložil Robert Svoboda)
- Sergio Álvarez: 35 mrtvých (ze španělštiny přeložila Lada Hazaiová)
- Jen Lien-Kche: Čtyři knihy (z čínštiny přeložila Zuzana Li)

### DILIA Litera pro objev roku
- Jan Trachta: Tichý dech
- Tomáš Zahrádka: Dědeček
- Jonáš Zbořil: Podolí

### Cena čtenářů
- Zdeněk Svěrák: Po strništi bos